# Blepharhymenus lacustris
Blepharhymenus lacustris är en skalbaggsart som först beskrevs av Thomas Casey 1893.  Blepharhymenus lacustris ingår i släktet Blepharhymenus och familjen kortvingar. Inga underarter finns listade i Catalogue of Life.